# Stazione di Rovellasca-Manera
Stazione di Rovellasca-Manera vasútállomás Olaszországban, Lombardia régióban, Rovellasca településen.

## Vasútvonalak
Az állomást az alábbi vasútvonalak érintik:
- Como–Saronno-vasútvonal

## Kapcsolódó állomások
A vasútállomáshoz az alábbi állomások vannak a legközelebb:
- Stazione di Rovello Porro
- Stazione di Lomazzo